# Southwell
Southwell – miasto i civil parish w Wielkiej Brytanii, w Anglii w hrabstwie Nottinghamshire, w dystrykcie Newark and Sherwood; jedno z brytyjskich miast katedralnych nieposiadających statusu city. Leży 8,9 km na zachód od miasta Newark-on-Trent, 19 km d miasta Nottingham i 183,7 km od Londynu. W 2011 roku civil parish liczyła 7297 mieszkańców. Southwell jest wspomniana w Domesday Book (1086) jako Sudeuuelle/Sudwelle.